# Cleisostoma
Cleisostoma – rodzaj roślin z rodziny storczykowatych (Orchidaceae). Obejmuje ok. 100 gatunków występujących na Sri Lance, Indiach, Chinach, Tajwanie, Riukiu, w Malezji, Indonezji, na Filipinach, Nowej Gwinei, w północnej Australii oraz na Fidżi. Rośliny te występują na wysokościach do ok. 3000 m n.p.m. Rosną w różnych formacjach leśnych (lasy z dwuskrzydlą, namorzyny, keranga, bagienne) i zaroślowych oraz na plantacjach tekowych. Rośliny epifityczne, rzadko litofityczne i naziemne.

## Morfologia
PokrójŁodyga sztywna, wzniesiona lub zwisająca, zwykle nierozgałęziona, z licznymi węzłami.
LiściePojedyncze do licznych, wyrastają w dwóch rzędach i są skórzaste. Blaszka zwykle grzbietowo zgięta, czasem z brzegami zawijającymi się lub liście obłe. Wierzchołki zaostrzone lub wcięte.
KwiatyZebrane w różnej liczbie w groniaste lub wiechowate kwiatostany. U różnych gatunków kwiatostany są prosto wzniesione, rozpostarte lub zwisające. Przysadki znacznie krótsze od szypułki z zalążnią. Okwiat odwrócony, z listkami mięsistymi, rozpostartymi i nierównymi. Listki wewnętrznego okółka często nieco węższe i mniejsze. Warżka przyrośnięta do prętosłupa przy nasadzie, trójdzielna na końcu, a u nasady z ostrogą. Pyłkowiny 4.

## Systematyka
Rodzaj sklasyfikowany do podplemienia Aeridinae w plemieniu Vandeae, do podrodziny epidendronowych (Epidendroideae) z rodziny storczykowatych (Orchidaceae), rząd szparagowce (Asparagales) w obrębie roślin jednoliściennych.
Wykaz gatunków
- Cleisostoma aikoae Cootes
- Cleisostoma appendiculatum (Lindl.) Benth. & Hook.f. ex B.D.Jacks.
- Cleisostoma arietinum (Rchb.f.) Garay
- Cleisostoma aristatum P.O'Byrne
- Cleisostoma aspersum (Rchb.f.) Garay
- Cleisostoma beccarii (Schltr.) Garay
- Cleisostoma belophorum (Rchb.f.) Garay
- Cleisostoma bicrure (Ridl.) Garay
- Cleisostoma bilamellatum (J.J.Sm.) Garay
- Cleisostoma birmanicum (Schltr.) Garay
- Cleisostoma brachystachys (Ridl.) Garay
- Cleisostoma brevilabium (Aver.) R.Rice
- Cleisostoma buruense (J.J.Sm.) Garay
- Cleisostoma callosilobum (J.J.Sm.) Garay
- Cleisostoma capricorne (Ridl.) Garay
- Cleisostoma chantaburiense Seidenf.
- Cleisostoma chapaense (Guillaumin) Garay
- Cleisostoma clemensiae Ormerod
- Cleisostoma complicatum (Seidenf.) Garay
- Cleisostoma crassissimum (J.J.Sm.) Garay
- Cleisostoma crochetii (Guillaumin) Garay
- Cleisostoma discolor Lindl.
- Cleisostoma dorsisacculatum Aver.
- Cleisostoma duplicilobum (J.J.Sm.) Garay
- Cleisostoma equestre Seidenf.
- Cleisostoma filiforme (Lindl.) Garay
- Cleisostoma firmulum Rchb.f.
- Cleisostoma fissicors (Ridl.) Seidenf. & J.J.Wood
- Cleisostoma flavescens Aver. & Averyanova
- Cleisostoma flexum (Rchb.f.) Garay
- Cleisostoma fuerstenbergianum Kraenzl.
- Cleisostoma furcatum Aver. & Vuong
- Cleisostoma gjellerupii (J.J.Sm.) Garay
- Cleisostoma hainanense M.Z.Huang, D.K.Liu & G.S.Yang
- Cleisostoma halophilum (Ridl.) Garay
- Cleisostoma holttumii (Carr) Garay
- Cleisostoma iloconense Calaramo, Cootes & Palting
- Cleisostoma inflatum (Rolfe) Garay
- Cleisostoma isuaravanum Ormerod
- Cleisostoma javanicum (Blume) Garay
- Cleisostoma kerrii Seidenf.
- Cleisostoma koeteiense (Schltr.) Garay
- Cleisostoma krabiense (Seidenf.) Garay
- Cleisostoma lecongkietii Tich & Aver.
- Cleisostoma lendyanum (Rchb.f.) Garay
- Cleisostoma linearilobatum (Seidenf. & Smitinand) Garay
- Cleisostoma litoreum (Schltr.) Garay
- Cleisostoma lohii P.O'Byrne & J.J.Verm.
- Cleisostoma longioperculatum Z.H.Tsi
- Cleisostoma longipaniculatum Kores
- Cleisostoma loratum Rchb.f.
- Cleisostoma luopingense Q.Liu & X.F.Wu
- Cleisostoma masiusii (Miadin, A.Lamb & Emoi) P.O'Byrne
- Cleisostoma medogense Z.H.Tsi
- Cleisostoma melanorachis Aver. & Averyanova
- Cleisostoma menghaiense Z.H.Tsi
- Cleisostoma montanum (J.J.Sm.) Garay
- Cleisostoma muticum (Rchb.f.) Garay
- Cleisostoma nangongense Z.H.Tsi
- Cleisostoma nieuwenhuisii (J.J.Sm.) Garay
- Cleisostoma odoratum Garay
- Cleisostoma pacificum P.J.Cribb & B.A.Lewis
- Cleisostoma paniculatum (Ker Gawl.) Garay
- Cleisostoma parishii (Hook.f.) Garay
- Cleisostoma phitamii Tich & Aver.
- Cleisostoma pinifolium (Ridl.) Garay
- Cleisostoma pityophyllum (Ridl.) Garay
- Cleisostoma platystele Ormerod
- Cleisostoma porrigens (Fukuy.) Garay
- Cleisostoma posthumii (J.J.Sm.) Garay
- Cleisostoma quinquefidum (Lindl.) Garay
- Cleisostoma racemiferum (Lindl.) Garay
- Cleisostoma rolfeanum (King & Pantl.) Garay
- Cleisostoma rostellatum (Ridl.) Garay
- Cleisostoma rostratum (Lindl.) Garay
- Cleisostoma rugosulum (Ridl.) Seidenf.
- Cleisostoma saccatum (Seidenf. & Garay) R.Rice
- Cleisostoma sagittatum Blume
- Cleisostoma samarindae (Schltr.) Garay
- Cleisostoma schneideri Choltco
- Cleisostoma scortechinii (Hook.f.) Garay
- Cleisostoma simondii (Gagnep.) Seidenf.
- Cleisostoma sororium (J.J.Sm.) Garay
- Cleisostoma stimulatrix Ormerod
- Cleisostoma striatum (Rchb.f.) N.E.Br.
- Cleisostoma strongyloides (Ridl.) Garay
- Cleisostoma suaveolens Blume
- Cleisostoma subulatum Blume
- Cleisostoma subulifolium Aver. & Averyanova
- Cleisostoma suffusum (Ridl.) Garay
- Cleisostoma sumbavense (J.J.Sm.) Garay
- Cleisostoma tatonii Aver. & V.C.Nguyen
- Cleisostoma tenuifolium (L.) Garay
- Cleisostoma tenuirachis (J.J.Sm.) Garay
- Cleisostoma teretifolium Teijsm. & Binn.
- Cleisostoma tricallosum S.N.Hegde & A.N.Rao
- Cleisostoma tricornutum Aver.
- Cleisostoma unisetum Aver. & Vuong
- Cleisostoma uraiense (Hayata) Garay & H.R.Sweet
- Cleisostoma verrucosum Aver.
- Cleisostoma williamsonii (Rchb.f.) Garay